# Astragalus kawakamii
Astragalus kawakamii là một loài thực vật có hoa trong họ Đậu. Loài này được Matsum. miêu tả khoa học đầu tiên.